# Orange Polska
Orange Polska S.A. (dawniej Telekomunikacja Polska S.A.) – operator telekomunikacyjny, były monopolista, a obecnie dominujący dostawca telefonii stacjonarnej w Polsce. Największy operator komórkowy w Polsce, obsługujący 17,9 mln klientów. Jeden z największych w Polsce dostawców Internetu i usług telekomunikacyjnych w sieci ruchomej.
Według stanu na 21 października 2015 największym akcjonariuszem spółki był francuski Orange S.A., posiadający 50,67% akcji. Wśród pozostałych akcjonariuszy są posiadacze GDR (Globalnych Kwitów Depozytowych) reprezentowani przez Bank of New York. Akcje spółki dopuszczono do obrotu publicznego we wrześniu 1998. W pierwszym etapie prywatyzacji sprzedano w ofercie publicznej 210 milionów akcji, które stanowiły 15% kapitału akcyjnego spółki. W listopadzie 1998 odbyło się pierwsze notowanie akcji na GPW w Warszawie oraz w formie Globalnych Kwitów Depozytowych (GDR) na giełdzie w Londynie.
Obecnie główną marką handlową i korporacyjną spółki jest marka Orange, a w mniejszym stopniu marka nju mobile. W 2000 spółka posiadała 8,3 mln abonentów indywidualnych i 1,6 mln abonentów korporacyjnych.

## Historia

### Telekomunikacja Polska
Zasugerowano, aby wydzielić z tego artykułu fragmenty do artykułu Telekomunikacja Polska.  (dyskusja)
W wyniku komercjalizacji części telekomunikacyjnej przedsiębiorstwa państwowego „Polska Poczta, Telegraf i Telefon”, 4 grudnia 1991 r. została powołana i 1 stycznia 1992 rozpoczęła działalność spółka akcyjna pod firmą Telekomunikacja Polska S.A. (TPSA, potocznie tepsa), będąca jednoosobową spółką Skarbu Państwa nawiązującą tradycjami do przedwojennej Polskiej Akcyjnej Spółki Telefonicznej. Następnie w 1998 stała się ona spółką publiczną, w wyniku zbycia przez Skarb Państwa części akcji poprzez ofertę publiczną na Giełdzie Papierów Wartościowych w Warszawie, natomiast w 2000 r. Skarb Państwa sprzedał pakiet dalszych 35% akcji znaczącemu inwestorowi instytucjonalnemu, którym było konsorcjum France Télécom i Kulczyk Holding. W 2001 konsorcjum to powiększyło swój pakiet akcji o kolejne 12,5% akcji, sprzedanych przez Skarb Państwa i od tego czasu posiadało 47,5%. W 2005 FT odkupił od Kulczyk Holding posiadane przez niego akcje spółki. W 2010 Skarb Państwa sprzedał na Giełdzie pozostałe 4,15% akcji spółki, kończąc ostatecznie 5 sierpnia jej prywatyzację, przy czym zastosowanie pojęcia „prywatyzacja” było wśród ówczesnych komentatorów przedmiotem kontrowersji, jako że pakiet kontrolny akcji France Télécom zachowało państwo francuskie.
Telekomunikacja Polska była monopolistą na polskim rynku telefonii stacjonarnej, a jej praktyki pozostawały długo przedmiotem zainteresowania Urzędu Komunikacji Elektronicznej i jego poprzedników (URT i URTiP). Pod ich naciskiem spółka została zmuszona do ustępstw i udostępnienia swojej infrastruktury innym firmom oraz dostawcom, a po nałożeniu przez Prezes UKE Anny Streżyńską kary w wysokości 107 milionów złotych TP S.A. zmuszona została do oddzielenia telefoniczną usługę abonamentową od usługi Neostrady, a za pobieranie wygórowanej opłaty za utrzymanie łącza w wysokości 30 zł netto (36,60 zł brutto), na spółkę została nałożona 21 lutego 2007 kolejna, rekordowa kara równa 3% rocznych przychodów, tj. wynosząca prawie 340 milionów zł.

### PTK Centertel
Spółką zależną TP była PTK Centertel Sp. z o.o., powstała w grudniu 1991 jako pierwszy w Polsce operator telefonii komórkowej operujący w systemie NMT450i. Udziałowcami w tej największej w tym czasie JV z kapitałem zagranicznym byli TP SA (51%), Ameritech (24,5%), France Télécom (24,5%). Partnerzy zagraniczni ponieśli pełne początkowe koszty licencji, inwestycji w infrastrukturę oraz szkolenia i zarządzania firmą. Sieć Centertel została uruchomiona w rekordowym wówczas w Europie czasie 18 czerwca 1992. Pracująca w cyfrowym systemie GSM 1800 sieć Idea Centertel została uruchomiona 1 marca 1998. Dwa lata później, 1 marca 2000, po uzyskaniu koncesji GSM 900 stała się siecią dwuzakresową GSM 900/1800, działającą pod nazwą handlową Idea. W grudniu 2000 PTK Centertel uzyskała koncesję na budowę sieci telefonii komórkowej trzeciej generacji UMTS.

### Fuzja
31 grudnia 2013 r. Telekomunikacja Polska S.A. połączyła się z PTK Centertel sp. z o.o. poprzez przeniesienie całego majątku ww. spółek na Telekomunikację Polską S.A. (łączenie przez przejęcie), która jednocześnie zmieniła nazwę na Orange Polska S.A. Zmianie uległa również siedziba spółki, którą przeniesiono do Miasteczka Orange (Aleje Jerozolimskie 160).

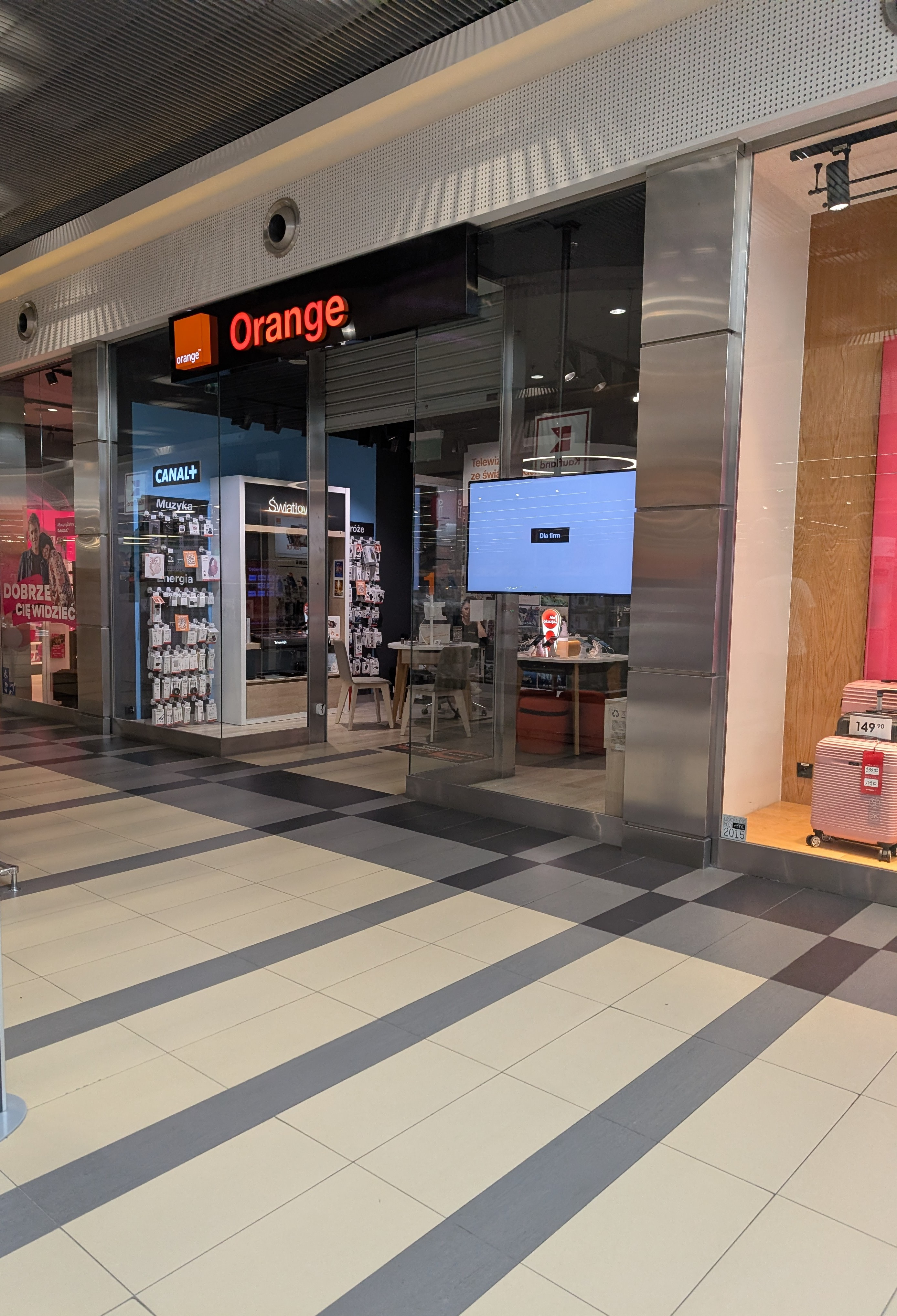
Salon Orange w Ostrołęce

### Proces rebrandingu i kampanie reklamowe
We wrześniu 2005 nastąpiła zmiana nazwy (ang. rebranding) usług świadczonych przez PTK Centertel, w wyniku którego w miejsce marki Idea została wprowadzona marka Orange. 26 października 2005 roku Telekomunikacja Polska wykupiła od France Telecom 34% udziałów w spółce i niniejszym stała się wyłącznym właścicielem PTK. 29 marca 2012 roku Telekomunikacja Polska poinformowała, poprzez swój profil na portalu społecznościowym Facebook i kanał w serwisie YouTube, że zostanie przeprowadzony rebranding, a nazwa Telekomunikacja Polska w komunikacji ofert zostanie zastąpiona marką Orange. Rebranding ten nie oznaczał wówczas zmiany nazwy spółki ani połączenia jej z PTK Centertel, który sprzedawał usługi pod marką Orange od 2005 do końca 2013 roku. Zmiana marki telefonii stacjonarnej nastąpiła 16 kwietnia 2012 roku. Analitycy szacują koszt zmiany marki na 100 mln zł. Dodatkowo opłaty licencyjne na rzecz Orange Brand Services Limited (spółka zależna France Télécom) wynoszą 1,6% przychodów operacyjnych TP ze sprzedaży usług i produktów pod marką Orange. Do 2016 roku w reklamach spółki występowali Serce i Rozum. Po rezygnacji z kampanii w 2017 roku postacie przestały występować w telewizji. Nadal jednak umieszczają posty w serwisie Facebook. Od 2012 roku jest to najpopularniejszy fanpage na polskim Facebooku.

## Usługi

### Publiczna komutowana sieć telefoniczna, internet szerokopasmowy i telewizja kablowa
W 2009 roku za pośrednictwem spółki łączyło się z Internetem 65% polskich użytkowników sieci. W połowie 2011 r. liczba łączy stacjonarnych spadła do 6 mln, liczba detalicznych szerokopasmowych dostępów do Internetu wyniosła 2,3 mln, a liczba klientów usług TV – 0,6 mln.

### Cyfrowa telefonia komórkowa
W sieci Orange Polska działa współcześnie w Polsce ponad 17,9 mln aktywnych kart SIM (na koniec III kwartału 2022).

## Grupa kapitałowa
Orange Polska stanowi główną spółkę grupy kapitałowej Orange Polska (dawnej Grupy TP, a później Orange Polska), będącej największą grupą telekomunikacyjną w Europie Środkowej i działającą na rynku telefonii stacjonarnej, telefonii komórkowej, internetu, transmisji danych, dzierżawy łączy oraz transmisji satelitarnej.

## Prezesi spółki

### Prezesi Zarządu Telekomunikacji Polskiej i Orange Polska
- 1991–1993: Jerzy Stopczyk
- 1993–1993: Zdzisław Nowak
- 1994–1997: Jacek Gadomski
- 1997–2001: Paweł Rzepka
- 2001–2006: Marek Józefiak
- 2006–2013: Maciej Witucki[31]
- 2013–2016: Bruno Duthoit[2]
- 2016–2020: Jean-François Fallacher[32]
- 2020–2023: Julien Ducarroz(inne języki)[33]
- od 2023: Liudmila Climoc(inne języki)[34]

### Dawni prezesi Zarządu PTK Centertel
- od grudnia 1991 do 1 stycznia 1993: Andrew C. Kapusto
- 1993–1996: Edward Mier-Jędrzejowicz
- od? do 23 października 2001: Marek Józefiak
- od 24 października 2001 do 25 marca 2005: Sławomir Skrodzki
- od 25 marca 2005 do 28 marca 2007: Jean-Marc Vignolles
- od 29 marca 2007 do 15 września 2009: Grażyna Piotrowska-Oliwa
- od 15 września 2009 do 31 grudnia 2013: Mariusz Gaca